# Palterndorf-Dobermannsdorf
Palterndorf-Dobermannsdorf är kommun  i Österrike. Den ligger i distriktet Gänserndorf i förbundslandet Niederösterreich,  55 km nordost om huvudstaden Wien.
Kommunen består av två orter (Ortschaften) (inom parentes invånarantal 1 januari 2024):
- Dobermannsdorf (738)
- Palterndorf (587)